# Henryk IV Lancaster
Henryk IV Lancaster (ur. 3 kwietnia 1367 w Bolingbroke Castle w Lincolnshire, zm. 20 marca 1413 w Londynie) – król Anglii w latach 1399–1413, najstarszy syn Jana z Gandawy, 1. księcia Lancaster (młodszego syna króla Edwarda III), i Blanki, córki Henryka Grosmonta, 1. księcia Lancaster.

## Wczesne lata życia
Od urodzenia nosił tytuł hrabiego Derby, przysługujący dziedzicowi tytułu księcia Lancaster. Był bratem stryjecznym i towarzyszem zabaw przyszłego króla Ryszarda II. 23 kwietnia 1377 r. zostali razem wyniesieni przez Edwarda III do godności kawalerów Orderu Podwiązki. Podczas koronacji Ryszarda II Henryk pełnił urząd miecznika. Podczas nieobecności ojca, który bezskutecznie walczył o koronę Kastylii i Léonu, Henryk zastępował go w zarządzaniu majątkiem hrabstwa-palatynatu Lancaster (było to od 1378 i ponownie od 1386 do 1389). W tym czasie podejmował też pierwsze akcje na scenie politycznej. W 1384 r. otrzymał tytuł hrabiego Northampton.
Mimo wspólnie spędzonych lat dziecinnych z królem Ryszardem, podczas Wspaniałego Parlamentu 1386 r. Henryk stanął po stronie opozycyjnych baronów, tzw. „Lordów Apelantów”. Aktywnie wspierał ich działania mające na celu obalenie doradców Ryszarda i skrępowania króla wolą baronów. Kiedy jednak w 1389 r. Ryszard porzucił „opiekę” Lordów Apelantów, Henryk pozostał w jego łaskach, mimo iż liczni Apelanci zostali skazani na śmierć lub wygnanie.
W 1390 r. Henryk postanowił udać się na wyprawę krzyżową. Jako jej cel wybrał Litwę. W 1390 r. przybył do państwa zakonu krzyżackiego. W Królewcu witał go marszałek zakonu, Engelhard Rabe. Henryk odznaczył się odwagą podczas wyprawy na Litwę. We wrześniu 1390 r. brał udział w oblężeniu Wilna, gdzie odznaczyli się angielscy łucznicy. Miasta jednak nie udało się zdobyć i w październiku Henryk znalazł się z powrotem w Królewcu. Spotkał się jeszcze z wielkim mistrzem Konradem von Wallenrodem, a następnie, uzyskawszy od papieża Bonifacego IX odroczenie ślubów krucjatowych, na wiosnę 1391 r. powrócił do Anglii i zdążył wziąć udział w obradach Parlamentu.
Raz jeszcze w 1392 r. brał udział w krzyżackiej wyprawie przeciw Litwinom, ale ponownie nie odniosła ona żadnych sukcesów. Henryk udał się następnie na pielgrzymkę do Jerozolimy i powrócił do Anglii latem 1393 r. Następne lata spędził w Anglii nie angażując się zbytnio w politykę i stojąc wiernie po stronie króla. W 1396 r. brał udział w wyprawie Wilhelma Wittelsbacha, hrabiego Oostervant, i Albrechta Wittelsbacha, hrabiego Hainault i Holandii, przeciwko Fryzom. Niektóre źródła wspominają też, że wziął on udział w krucjacie Zygmunta Luksemburskiego przeciwko Turkom i brał udział w bitwie pod Nikopolis, ale te informacje są niewiarygodne. W 1397 r. otrzymał tytuł księcia Hereford. W tym samym czasie wdał się w spór z Thomasem de Mowbrayem, 1. księciem Norfolk.
Hereford i Norfolk wzajemnie oskarżyli się przed królem o zdradę. Kiedy rywale zapragnęli rozstrzygnąć zbrojnie swój spór Ryszard zainterweniował i w 1398 r. skazał obu książąt na wygnanie (Henryka na lat 10, Norfolka dożywotnio). Henryk udał się do Paryża, gdzie nawiązał kontakt z oponentem króla Ryszarda, Thomasem Arundelem, byłym (i jednocześnie przyszłym) arcybiskupem Canterbury. Zapadła decyzja o powrocie do kraju i obaleniu króla Ryszarda.

## Walka o koronę

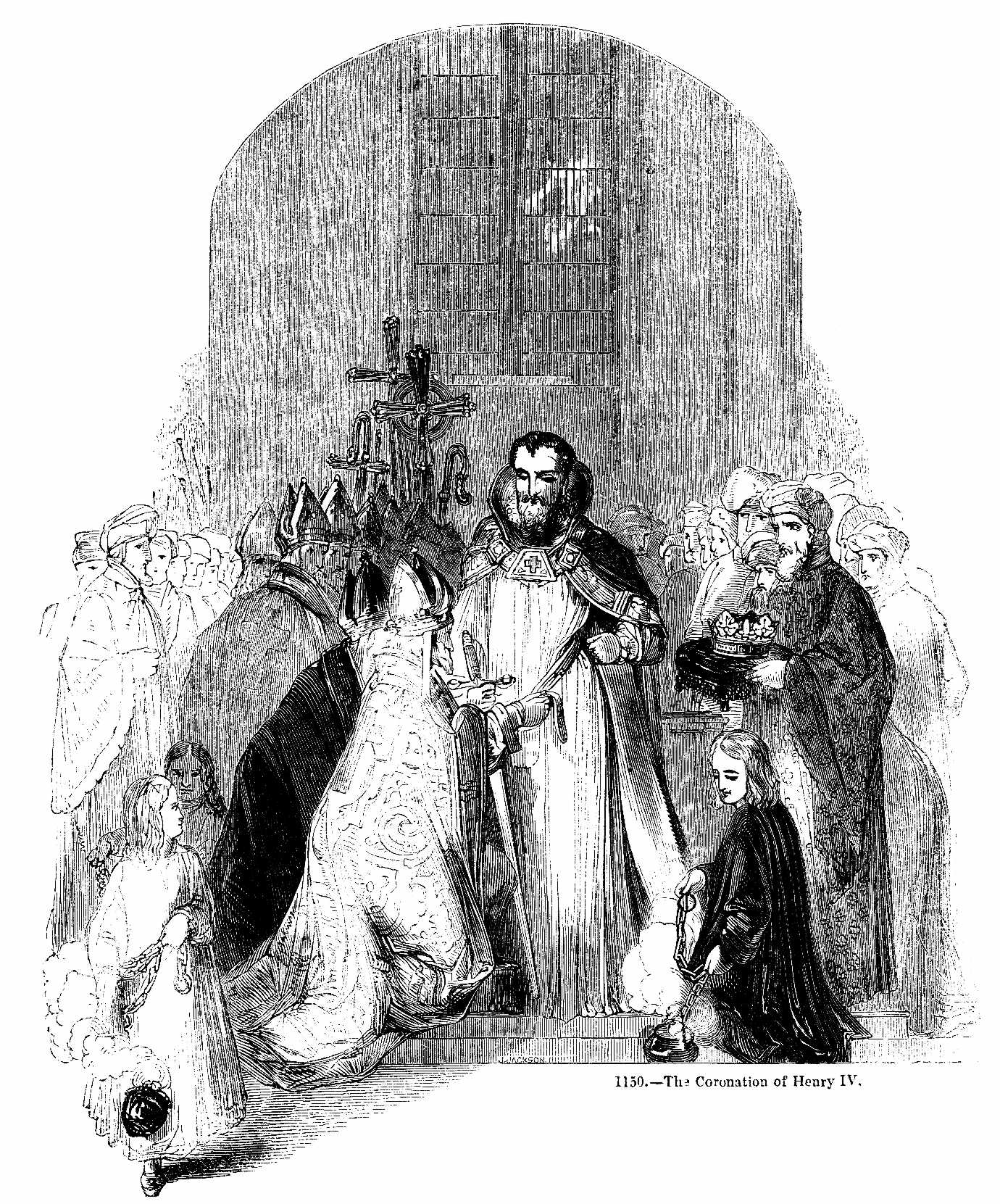
Koronacja Henryka IV, 13 października 1399 r.

W roku 1399 zmarł Jan z Gandawy. Ryszard odmówił Henrykowi przekazania mu dóbr ojca, jeśli nie przybędzie doń i osobiście o nie nie poprosi. Przygotowania do rebelii nabrały więc tempa. Henryk zdobył poparcie członków francuskiej rodziny królewskiej – książąt Ludwika Orleańskiego i Jana de Berry. Latem 1399 r. udał, że wybiera się do Hiszpanii, ale potajemnie zawrócił z kilkoma towarzyszami na północ i wsiadł na statek w Boulogne, i wypłynął do Anglii. W lipcu (prawdopodobnie czwartego) wylądował w Dover. Król Ryszard przebywał wówczas w Irlandii. Regencję w jego imieniu sprawował jego stryj Edmund Langley, 1. książę Yorku. York zebrał w pośpiechu armię i ruszył przeciwko Henrykowi, ale do bitwy nie doszło, gdyż armia regenta opuściła pole bitwy. Henryk bez przeszkód zajął zamki na południu Anglii. Wkrótce dołączyli do niego hrabiowie Northumberland i Westmorland wraz z sojusznikami.
Następnie Henryk ruszył na czele coraz liczniejszej armii na Bristol. Ministrowie króla Ryszarda uciekli do Berkeley. Książę Yorku przyłączył się ze swoimi wojskami do Henryka i wspólnymi siłami zdobyli Bristol, gdzie nastąpiły egzekucje stronników Ryszarda. Następnie ruszył w kierunku Marchii Walijskich, którymi władał mały Edmund Mortimer, 5. hrabia Marchii, po kądzieli praprawnuk króla Edwarda III, wyznaczony przez Ryszarda II na jego następcę. W międzyczasie do Walii przybył król Ryszard, ale rychło został opuszczony przez swoją armię. Oblężony na zamku Flynt w Walii, 18 sierpnia zgłosił propozycję abdykacji w zamian za zachowanie przy życiu. Następnego dnia doszło do spotkania króla z Henrykiem. Henryk oddał cześć Ryszardowi i powiedział, że przybywa upomnieć się o swoje rodowe włości. Następnie obydwaj ruszyli do Londynu. Tam, 29 września 1399 r., po naradach z Henrykiem i arcybiskupem Arundelem, Ryszard ogłosił swoją rezygnację z korony.
Następnego dnia zebrał się Parlament. Miejsce króla pozostało puste. Izby zgodziły się na abdykację króla. Następnie książę Lancaster wstał i zgłosił swoje pretensje do korony jako w prostej linii potomek Henryka III. Lordowie świeccy zaproponowali wówczas Henrykowi zajęcie opuszczonego tronu. Sprzeciwiło się temu jednak kilku lordów duchownych. Po mowach Arundela i Henryka Parlament został rozwiązany i miał się zebrać ponownie 6 października, już w imieniu nowego króla. Parlament obradował do 13 października, do czasu koronacji Henryka. Wieczór 11 października Henryk spędził w towarzystwie obalonego króla i pasował 40 rycerzy. Wtedy też miał zostać powołany Order Łaźni. 13 października został z wielką pompą ukoronowany w katedrze westminsterskiej przez Thomasa Arundela.

## Król Anglii
Podczas obrad Parlamentu, który trwał jeszcze do listopada 1399 r. król ogłosił amnestię dla zwolenników króla Ryszarda, ale nie zapobiegło to spiskom. Jeszcze w 1399 r. pojawiły się pogłoski o próbach zamachu na króla Henryka i jego rodzinę. Henryk zadziałał szybko i ci konspiratorzy, którym nie udało się uciec, zostali ścięci. Król Ryszard został umieszczony w zamku Pontefract i zmarł tam w niejasnych okolicznościach w lutym 1400 r.
Za panowania króla Henryka nastąpił wzrost roli parlamentu. W 1407 r. król uznał, że wszelkie projekty ustaw skarbowych muszą był najpierw wniesione do Izby Gmin i dopiero potem przedstawione królowi. Parlament zaczął również dążyć, z sukcesem, do uzyskania kontroli nad wydatkami państwowymi.
Czas panowania Henryka to okres nasilonej walki z herezją lollardów. Walkę tę Henryk podjął chcąc zjednać sobie Kościół. Efektem starań Henryka było wydanie przez Parlament w 1401 r. statutu De heretico comburendo. Przewidywał on karę śmierci za tłumaczenie i interpretację Biblii. Na tej podstawie w 1409 r. arcybiskup Arundel wydał konstytucję oksfordzkie, które zaostrzały kary dla heretyków.

## Spiski i rebelie
Panowanie Henryka upłynęło na zwalczaniu kolejnych spisków, powstań i rebelii. Wywoływali je zarówno stronnicy obalonego Ryszarda II, jak również byli zwolennicy Henryka, którzy poczuli się zawiedzeni jego rządami, głównie nieotrzymaniem zaszczytów o jakich marzyli przystępując do pretendenta w 1399 r.
Pierwszą otwartą rebelię za rządów nowego króla wywołał walijski książę Owen Glendower, który 16 września 1400 r. obwołał się księciem Walii. Rebelia była spowodowana sporem z Reynoldem de Greyem, zaufanym króla Henryka. W ciągu kilku dni Glendower opanował kilka zamków a w całej Walii rozpoczęła się walka partyzancka. Wieści o powstaniu zastały Henryka w drodze do Szkocji. Król zawrócił swoją armię i 26 września stanął w Shrewsbury. Następnie ruszył na północną Walię, jednak ataki Walijczyków i zła pogoda spowodowały, że w październiku król wycofał się. Rok 1401 to kolejne sukcesy Glendowera, który opanował całkowicie północną i centralną Walię. Kolejna angielska wyprawa znowu ugrzęzła w deszczu i błocie, a sam król omal nie postradał życia, kiedy jego namiot porwała woda.
W 1403 r. wybuchło kolejne powstanie na czele którego stanęli Henry Percy, zwany „Gorącą Ostrogą” (Hotspur) i jego stryj Thomas Percy, 1. hrabia Worcester. Zebrali oni w Shropshire dość sporą armię. Henryk błyskawicznie ruszył przeciwko buntownikom i 21 lipca zadał im ciężką klęskę pod Shrewsbury, w której zginął Henry Hotspur. Na buntowników posypały się kary, które dotknęły również hrabiego Northumberland, ojca Hotspura, który nie uczestniczył w rebelii. Spowodowało to, że hrabia przyłączył się do kolejnej rebelii, która wybuchła w 1405 r., ale podobnie jak poprzednia została szybko stłumiona. Northumberland uciekł do Szkocji, a jego włości zostały skonfiskowane.
Z biegiem czasu niegasnące walki w Walii, rebelie kolejnych baronów, walki z lollardami oraz pogarszający się stan zdrowia sprawił, że król Henryk coraz mniej zajmował się sprawami państwowymi. Ok. 1410 r. realna władza znalazła się w rękach jego syna i następcy, Henryka.

## Sprawy zagraniczne
W polityce zagranicznej król dążył do utrzymania chwiejnego rozejmu z Francją, mimo iż francuska flota kilkakrotnie łupiła wybrzeża hrabstwa Essex. W wewnętrznych rozgrywkach we Francji opowiadał się za frakcją armaniaków, którzy często wskazywali go na rozjemcę w sporach z Burgundczykami. W 1412 r. zawarł z Francuzami traktaty w Auxerre i Bourges.
Między grudniem 1400 a styczniem 1401 r. Henryk gościł w Anglii cesarza bizantyjskiego Manuela II Paleologa. Henryk przyjął cesarza w pałacu Eltham i na odjazd podarował mu sporą sumę pieniędzy na walkę z imperium osmańskim.
W 1406 r. angielscy piraci porwali szkocki statek na pokładzie którego płynął do Francji następca tronu Szkocji, książę Jakub. Jakub (od 1406 r. król Szkocji) pozostawał w niewoli do 1424 r. (w tym roku ożenił się z kuzynką Henryka IV – Joanną Beaufort i został oficjalnie koronowany na króla Szkocji).

## Choroba i śmierć
Pod koniec życia Henryk cierpiał z powodu pogarszającego się stanu zdrowia. Pierwszy atak choroby nastąpił w czerwcu 1405 r. Następne w kwietniu 1406 r., czerwcu 1408 r., zimą 1408/1409 r. i w grudniu 1412 r. Ostatni atak, śmiertelny, nastąpił w marcu 1413 r. Wśród historyków trwają spory jaka to była choroba. Wśród potencjalnych chorób wymienia się trąd, syfilis, łuszczyca, czy też epilepsja.
Podobno przepowiedziano Henrykowi, że umrze w Jerozolimie. Henryk wyciągnął z tego wniosek, że zginie podczas wyprawy krzyżowej, ale zmarł 20 marca 1413 r. w opactwie westminsterskim, w komnacie zwanej Jerusalem, mając u boku Thomasa Langleya, który spisał jego ostatnią wolę. W przeciwieństwie do innych królów Anglii został pochowany w katedrze w Canterbury, niedaleko grobowca św. Thomasa Becketa, którego darzył szczególną czcią.

## Rodzina
27 lipca 1380 r. poślubił w Arundel Marię Bohun (ok. 1369 – 4 czerwca 1394), córkę Humphreya de Bohun, 7. hrabiego Hereford, i Joanny FitzAlan, córki 10. hrabiego Arundel. Henryk i Maria mieli razem pięciu synów i dwie córki:
- Edward (ur. i zm. kwiecień 1382)
- Henryk V (9 sierpnia 1387 – 31 sierpnia 1422), król Anglii
- Tomasz (29 września 1388 – 22 marca 1421), 1. książę Clarence
- Jan (20 czerwca 1389 – 14 września 1435), 1. książę Bedford
- Humphrey (3 października 1390 – 23 lutego 1447), 1. książę Gloucester
- Blanka (1392 – 22 maja 1409), żona Ludwika III, elektora-palatyna reńskiego, miała dzieci
- Filipa (4 czerwca 1394 – 5 stycznia 1430), żona Eryka Pomorskiego, króla Danii, Szwecji i Norwegii, nie miała dzieci

7 lutego 1403 r. w Winchesterze, poślubił Joannę (ok. 1370 – 10 czerwca 1437), córkę Karola II Złego, króla Nawarry, i Joanny, córki Jana II Dobrego, króla Francji, wdowy po księciu Bretanii Janie V. Małżonkowie nie mieli razem dzieci.